# Слободянюк-Подолян Степан Іванович
Степа́н (Стефан) Іва́нович Слободяню́к-Подоля́н (* 2 серпня 1876, місто Літин, нині Вінницької області — † 15 вересня 1932, Ленінград) — український живописець.

## Біографія
У 1899–1901 роках навчався в Одеському художньому училищі. У 1905–1912 - вільний слухач Петербурзької академії мистецтв. Отримав звання художника за картину «Буря і спокій».
З 1921 по 1923 - директор Вінницького художнього музею, передав музеєві свою колекцію монет, книжок та картин.
Від 1925 року жив у Катеринославі (тепер Дніпро).
Від 1929 працював у м. Новомосковськ під Дніпропетровськом. Про це у квітні 1929 повідомляв дніпропетровський літературний часопис "Зоря":
"Худ. Слободянюк-Подолян працює в Новомосковському.
Студенти Новомосковського порушили питання про надання С. І. Слободянюкові іменування заслуженого художника республіки.
Нещодавно до Новомосковського на постійну роботу прибув відомий український художник Степан Іванович Слободянюк-Подолян.
Картини й діяльність Слободянюка-ГІодоляна були належно оцінені, коли святкували 25-річний ювілей його діяльности в Ленінграді, де була організована з нагоди цього спеціальна виставка картин художника. Цю виставку Слободянюк-Подолян подарував Україні в особі Ленінградського Українського Будинку Освіти, де картини й зараз. Було б доцільно ці картини перевезти на Україну, щоб ознайомити з ними широкі робітничо-селянські маси.
Загальні студентські збори Новомосковського педтехнікуму, ухвалили порушити клопотання перед урядом України про надання Слободянюкові-Подоляну іменування заслуженого художника республіки. Зараз художник посідає при Новомосковському педтехнікумі посаду лектора малювання та керівника студентської художньої студії, що він її заснував. Слободянюк-Подолян закінчує картину «Повстання декабристів на Сенатській площі» та працює над проектом пам'ятника Шевченкові (для участи в міжнародньому конкурсі)".
Помер митець у Ленінграді.

## Твори
Проявив себе як майстер портрета.
- Портрети:
  - «Жіночий портрет» (1915),
  - «Матрос з крейсера „Аврора“» (1917),
  - «Українська дівчина» (1926),
  - «Кармалюк» (1926),
  - «Молдаванка» (1928),
  - «Портрет сталевара» (1930).
- Картини:
  - «Буря і спокій. Похорон Кармалюка» (1912),
  - «Обжинки»,
  - «Вільна Україна».

Твори зберігаються в Дніпропетровському художньому музеї.